# Austriaccy posłowie do Parlamentu Europejskiego 2019–2024
Austriaccy posłowie IX kadencji do Parlamentu Europejskiego zostali wybrani w wyborach przeprowadzonych 26 maja 2019, w których wyłoniono 18 deputowanych. W 2018 zaplanowano przyznanie Austrii 1 dodatkowego mandatu (w ramach rozdzielenia części mandatów przynależnych Wielkiej Brytanii), jednak procedura jego obsadzenia została opóźniona w związku z przesunięciem daty brexitu i przeprowadzeniem wyborów również w Wielkiej Brytanii.

## Posłowie według list wyborczych
Austriacka Partia Ludowa
- Alexander Bernhuber
- Othmar Karas
- Lukas Mandl
- Wolfram Pirchner, poseł do PE od 17 października 2023
- Christian Sagartz, poseł do PE od 23 stycznia 2020
- Barbara Thaler
- Angelika Winzig

Socjaldemokratyczna Partia Austrii
- Hannes Heide
- Theresa Muigg, poseł do PE od 10 października 2022
- Evelyn Regner
- Andreas Schieder
- Günther Sidl

Wolnościowa Partia Austrii
- Roman Haider[2]
- Georg Mayer
- Harald Vilimsky

Zieloni
- Monika Vana[3]
- Sarah Wiener
- Thomas Waitz, poseł do PE od 1 lutego 2020 (objęcie mandatu było zawieszone do czasu brexitu)

Neos – Nowa Austria i Forum Liberalne
- Claudia Gamon

Byli posłowie IX kadencji do PE
- Karoline Edtstadler (z listy Austriackiej Partii Ludowej), do 6 stycznia 2020
- Bettina Vollath (z listy Socjaldemokratycznej Partii Austrii), do 9 października 2022
- Simone Schmiedtbauer (z listy Austriackiej Partii Ludowej), do 16 października 2023